# Física de aceleradores
A física de aceleradores é o ramo da física aplicada preocupada em projetar, construir e operar aceleradores de partículas. Como tal, pode ser descrita como o estudo do movimento, manipulação e observação de feixes de partículas relativísticas carregadas e sua interação com as estruturas do acelerador por campos eletromagnéticos.

## Aplicações
A física de aceleradores possui aplicações em aceleradores de partículas para física de alta energia ou para ciência de raios X, em espectrômetros, em microscópios eletrônicos e em dispositivos litográficos.